# Jacme d'Agramont
Jaume d'Agramunt va ser un metge i escriptor català, que va morir a Lleida el 1349.
A causa de la increïble mortaldat que assolà Europa durant la Pesta negra, el 23 d'abril de 1348 va proporcionar al Paer en Cap de Lleida el llibre Regiment de preservació a epidímia e pestilència e mortaldats, que es considera el primer text mèdic escrit en català. El text proporciona una explicació detallada de la malaltia, basada en creences filosòfiques pròpies d'aquell temps, incloent-hi una gran component astrològica, i suposades maneres de protegir-se'n. Poc temps després, el mateix Agramunt va ser una de les primeres víctimes de la malaltia a Lleida.